# 西山加朱紗
西山 加朱紗（にしやま かずさ、1988年6月22日 - ）は、サン放送アカデミー所属のフリーアナウンサー、元静岡第一テレビアナウンサー。

## 来歴・人物
大阪府吹田市出身。血液型B型。
父親は大木こだま・ひびきの大木こだま、母親は海原さおり・しおりの海原さおり。妹はテレビ新広島のアナウンサー西山穂乃加。
聖母被昇天学院小学校・中学校・高等学校、立命館大学卒業。2011年に静岡第一テレビへ入社、同期のアナウンサーは小野澤玲奈。入社当時からスポーツ担当を希望していたが、2012年那須洋子の退社に伴い、『KICK OFF』のMCに就任。
2012年6月4日放送の『静岡○ごとワイド!』で父親が大木こだまであることを公表。直後にこだまからビデオメッセージが流れた。
2013年9月30日の日本テレビ系（制作は読売テレビ）『情報ライブ ミヤネ屋』にて、同番組アシスタントである川田裕美アナウンサーが夏休みを取得したため、その代役として宮根誠司とコンビを組んだ。9月27日に放送された紹介VTRでは「父親が大御所漫才師である」ということだけが紹介されたが、出演当日はその父親がこだまであると伝え、同時に母親がさおりであることも紹介された。
その後もたびたび全国ネットの番組で親子共演を果たす。2014年にはこだまとともに同局の開局35周年キャンペーンキャラクターに就任した。
2015年春、静岡第一テレビを退社しフリーに転向。その後、静岡放送（SBS）のお天気キャスター（気象予報士）である比連崎実と結婚。
茶道裏千家今日庵初級、硬筆検定2級等の資格を所持している。
シンガーソングライターの加藤ミリヤとは同じ生年月日にあたる。

## 出演

### 現在の担当番組
- あいチャン!!（静岡第一テレビ） - リポーター

### 単発・ゲスト出演
- 情報ライブ ミヤネ屋（2013年9月30日、読売テレビ） - 川田裕美の代役アシスタントとして出演。当日は父である大木こだまもサプライズでスタジオに登場し、父娘の初共演が実現した。
- 有吉ゼミ（2013年12月16日、日本テレビ） - 「年末総決算！3時間特大講義スペシャル」で父娘の共演。
- 行列のできる法律相談所（2014年1月12日、日本テレビ） - 「芸能人親孝行SP」で父娘の共演。
- 愉快!痛快!阿藤快（2015年10月17日、静岡放送ラジオ） - 重長智子の代役アシスタントとして出演。

### 過去の担当番組
（注釈のない番組はすべて静岡第一テレビ）
- ○ごとワイド - リポーター
- KICK OFF（2012年4月 - ） - MC
- 全国高等学校サッカー選手権大会静岡県大会（2011年） - 中継リポーター
- 930プラス（2011年10月 - 2012年3月）
- FRONT ZERO